# Jišaj Oli'el
Jišaj Oli'el (hebrejsky ישי עוליאל‎, * 5. ledna 2000 Ramla) je izraelský profesionální tenista hrající levou rukou. Ve své dosavadní kariéře na okruhu ATP Tour nevyhrál žádný turnaj. Na challengerech ATP a okruhu ITF získal devět titulů ve dvouhře.
Na žebříčku ATP byl ve dvouhře nejvýše klasifikován v srpnu 2022 na 305. místě a ve čtyřhře v červnu téhož roku na 809. místě. Trénuje ho krajan Amos Mansdorf.
Na juniorském grandslamu vyhrál čtyřhru French Open 2016 v páru s Patrikem Riklem. Ze souboje o titul pak odešel poražen od Maďara Zsombora Pirose ve dvouhře Australian Open 2017. Po skončení australského majoru figuroval nejvýše na juniorském kombinovaném žebříčku ITF, když mu v lednu 2017 patřila 4. příčka.
V izraelském daviscupovém týmu debutoval v roce 2017 lisabonským úvodním kolem 1. skupiny zóny Evropy a Afriky proti Portugalsku, v němž podlehl Joãu Sousovi i Pedru Sousovi. Izraelci prohráli 0–5 na zápasy. Do září 2024 v soutěži nastoupil k sedmi mezistátním utkáním s bilancí 5–5 ve dvouhře a 0–1 ve čtyřhře.

## Tenisová kariéra
Na žákovském Orange Bowlu vyhrál v roce 2012 kategorii 12letých a o dva roky později i kategorii 14letých. Stal se tak devátým šampionem žákovského turnaje, jemuž se podařilo ovládnout obě soutěže.
V rámci okruhu ITF debutoval v dubnu 2015 v Aškelonu. V úvodním kole podlehl krajanu Danielu Cukiermanovi. První titul v této úrovni tenisu vyhrál jako 17letý během prosince 2017 v galilejském Sadžuru. Soutěží 15tisícového turnaje prošel bez ztráty setu. Ve finále porazil Francouze Toma Jombyho z deváté světové stovky. Druhou trofej přidal v květnu 2019 na heráklionské události po závěrečné výhře nad členem páté stovky žebříčku, Britem Lloydem Glasspoolem.
Na okruhu ATP Tour debutoval ve 21 letech říjnovým St. Petersburg Open 2021 po obdržení divoké karty. V prvním utkání získal jen dva gamy na padesátého sedmého hráče žebříčku Johna Millmana. Proti 32letému Australanovi uhrál na příjmu jen deset bodů. Druhou dvouhru na túře ATP odehrál, jako člen čtvrté stovky opět díky divoké kartě, na Tel Aviv Watergen Open 2022, dodatečně zařazeném turnaji kvůli pandemii covidu-19. Časnou porážku mu přivodil daviscupový spoluhráč a izraelský kvalifikant Edan Lešem, jenž figuroval až v páté stovce klasifikace.

## Tituly na challengerech ATP a okruhu ITF
| Legenda                  |
| ------------------------ |
| D – dvouhra; Č – čtyřhra |
| Challengery (0 D)        |
| ITF (9 D)                |

### Dvouhra (9 titulů)
| Č. | datum         | turnaj               | povrch | poražený finalista          | výsledek           |
| -- | ------------- | -------------------- | ------ | --------------------------- | ------------------ |
| 1. | prosinec 2017 | Sadžur, Izrael       | tvrdý  | Tom Jomby                   | 7–6(8–6), 6–2      |
| 2. | květen 2019   | Heráklion, Řecko     | tvrdý  | Lloyd Glasspool             | 6–3, 6–4           |
| 3. | červen 2019   | Netanja, Izrael      | tvrdý  | Gilbert Soares Klier Junior | 3–6, 6–4, 6–3      |
| 4. | září 2019     | Kirjat Šmona, Izrael | tvrdý  | Jack Draper                 | 6–3 5–7, 6–4       |
| 5. | září 2019     | Kirjat Šmona, Izrael | tvrdý  | Giorgio Ricca               | 6–1, 7–6(8–6)      |
| 6. | srpen 2021    | Bacău, Rumunsko      | antuka | Arthur Cazaux               | 6–4, 4–6, 6–4      |
| 7. | listopad 2021 | Mejtar, Izrael       | tvrdý  | Stuart Parker               | 6–2, 6–4           |
| 8. | červenec 2023 | Netanja, Izrael      | tvrdý  | Filip Peliwo                | 1–6, 7–6(7–5), 6–2 |
| 9. | srpen 2023    | Ra'anana, Izrael     | tvrdý  | Amit Vales                  | 6–2, 6–0           |

## Finále na juniorském Grand Slamu

### Dvouhra juniorů: 1 (0–1)
| Stav      | rok  | turnaj          | povrch | soupeř ve finále | výsledek      |
| --------- | ---- | --------------- | ------ | ---------------- | ------------- |
| Finalista | 2017 | Australian Open | tvrdý  | Zsombor Piros    | 6–4, 4–6, 3–6 |

### Čtyřhra juniorů: 1 (1–0)
| Stav  | rok  | turnaj      | povrch | spoluhráč   | soupeři ve finále         | výsledek |
| ----- | ---- | ----------- | ------ | ----------- | ------------------------- | -------- |
| Vítěz | 2016 | French Open | antuka | Patrik Rikl | Čong Jun-song Orlando Luz | 6–3, 6–4 |